# Städteexpress
A Städteexpress (magyarul városexpressz, városok közötti expressz) az NDK egykori vasúttársaságának, a Deutsche Reichsbahnnak (DR) a leggyorsabb, legmagasabb színvonalú szolgáltatása volt. Kelet-Berlin és a legfontosabb keletnémet városok között közlekedett, összekötve az NDK fővárosát az összes kerületi székhellyel, Frankfurt (Oder), Neubrandenburg és Cottbus kivételével.

## Története
1960 októberében a DR bevezetett egy városok közötti gyorsvasúti kapcsolatot, amely szolgáltatás Berlin és a körzetek fővárosa között jött létre, reggelenként és esténként közlekedett, kevés útközbeni megállóval. Ezeket a vonatokat normál D-Zugként (Durchgangszug, tehát gyorsvonat) jelölték, naponta közlekedtek.
Ugyanakkor a '70-es években már sürgető volt javítani Berlin és a többi nagyváros között a hivatás -és üzleti forgalmat. Ennek a szolgáltatásnak a kibővítéséhez azonban nem állt rendelkezésre elegendő vagon. Mivel az NDK számára a KGST-országokba irányuló vasúti gördülőanyag-export ezekben az években fontosabb volt, mint a hazai szükségletek kielégítése, ezért sem állt rendelkezésre elegendő kocsi. Végül is csak egy véletlen folytán érkezett meg a szükséges vagonmennyiség a Reichsbahn állományába. A Csehszlovák Államvasutak (ČSD) az 1976-ban a rendelt bautzeni első osztályú 103 Y/B-70 típusú vasúti kocsikat nem tudta átvenni. Ezeket a kocsikat vette át a DR még ebben az évben, s így tudta beindítani 1976 őszén a Städteexpress-hálózatot. Ezekkel a kocsikkal oldották meg elsősorban a Berlin és 100 km-nél messzebb fekvő keletnémet nagyvárosok közötti hatalmassá váló utazási igényt. A kis vagonpark, valamint a szűkös kapacitás miatt a DR fővonalain továbbra is csak napi egy vonatpár közlekedett. A vonatok általában a kora reggeli órákban indultak a körzeti székvárosokból és a késő délutáni órákban indultak vissza, a hivatásforgalomhoz igazodva. A szerelvények csak hétköznaponként, hétfőtől péntekig közlekedtek. A Städteexpressek bevezetésével a normál gyorsvonatok számát jócskán lecsökkentette a DR, azonban néhány járat továbbra is közlekedett.
Az új típusú vonatok színben is különböztek a DR más vonataitól, narancssárga-bézs színre festették az 1. és 2. osztályú kocsikat is. Mindkét osztályon először 6 ülés volt elhelyezve fülkénként, a 60 darab másodosztályú kocsi csupán műbőrborítású üléshuzattal volt ellátva, szőnyeg nélkül. Először a gyárilag felszerelt csehszlovák Dako-fékeket használták a szerelvényeken, csak később, egy nagyobb vizsgálat után cserélték őket ki a KE-típusú fékekre. Az első években még csak a Z2-es típusú kocsikon volt másodosztály, és mint az az NDK-ban szokásos volt, 4 ülőhely volt található egymás mellett, így egy fülkében 8 személy foglalhatott helyet, ami a kényelem rovására ment.
A Städteexpress lett a Szabad Német Ifjúság, illetve a hivatás- és pártforgalom számára az egyik elsőszámú közlekedési eszköz az NDK-ban. Ezek a járatokat a népnyelv „Bonzenschleudernek“, azaz magyarul „főnöki járgányoknak” nevezte. Különösen nagy jelentőségűek voltak a vonatok a Kelet-Berlinbe ingázó építőmunkások számára.
Működésének első néhány évében még csak a korai-, illetve kései berlini hivatásforgalmat szolgálta, de az újabb kocsik beállításával tovább bővítették a hálózatot Erfurt, Lipcse és Drezda irányába is. Hasonlóan a többi irányhoz, itt is a vonatok reggel hagyták el a székvárosokat és a késő esti órákban tértek vissza Berlinbe. Mindegyik Städteexpress Mitropa-étkezőkocsikkal közlekedett, amit később ugyanezen gyár büfékocsijai váltottak ki.
Ellentétben a nyugatnémet vasúttal, az NDK gyorsvasúti járatai nem ütemes menetrend szerint közlekedtek. Igen nagy különbség mutatkozott az átlagsebességekben is, az NSZK-ban már a '80-as években elérhetővé vált egyes szakaszokon 200 km/órás tempó, keleten lényegesen lassabbak voltak a vonatok. A leggyorsabb Städteexpress a Berlin-Schwerin járat volt, 98 km/h-s átlagsebességgel, míg a leglassabb a Berlin-Meiningen vonal 66 km/h-s átlaggal.
A német újraegyesítés után az immár egységesített DB/DR 1991/92-es menetrendben a legtöbb Städteexpresst leminősítették normál gyorsvonattá (D-Zug), vagy pedig teljesen törölték a menetrendből. Ezután ezen típusok már nem is jelentek meg külön a tájékoztató füzetekben. A nemzetközi forgalomban a DR 1986 és 1991 között mint legmagasabb utazási komfortú vonatát, az Interexpresseket közlekedtette Lengyelországba, Csehszlovákiába, illetve Magyarországra.

## Díjazás
Az expresszvonatok használata pótdíjköteles volt, ezt Expresszugzuschlagnak, magyarul expressz-pótdíjnak nevezték, ami felár volt a normál gyorsvonathoz képest. A másodosztályon az I. Zónába (300 km távolságig) 2 keletnémet márkába került az utazás, első osztályon 4 márkába. 300 kilométeres távolságon felül az árak duplázódtak mindkét osztályon.

## Útirányok és szerelvényösszeállítás
| Név           | Indulási állomás     | Útirány                                                                                   | Célállomás                                                           | Először közlekedett | Vonatszám                             | Vagonbeosztás az 1. indulási naptól Bme/WRge/Ame | Vagonbeosztás 1981/82-től Bmhe/ Bme/WRge/Ame               |
| ------------- | -------------------- | ----------------------------------------------------------------------------------------- | -------------------------------------------------------------------- | ------------------- | ------------------------------------- | ------------------------------------------------ | ---------------------------------------------------------- |
| Elstertal     | Gera Hbf             | Leipzig Hbf - Berlin-Schönefeld repülőtér                                                 | Berlin Ostbahnhof 1977.05.23-tól: Berlin-Lichtenberg                 | 1976.11.01.         | Ex 100/107                            | H: 7/1/5 K: 6/1/5 Sze: 6/1/5 Cs: 6/1/5 P: 7/1/5  |                                                            |
| Stoltera      | Rostock Hbf          | Oranienburg                                                                               | Berlin-Lichtenberg                                                   | 1976.11.15.         | Ex 121/126                            | H: 6/1/3 K: 5/1/3 Sze: 5/1/3 Cs: 6/1/3 P: 6/1/3  |                                                            |
| Petermännchen | Schwerin (Meckl) Hbf |                                                                                           | Berlin-Lichtenberg                                                   | 1976.12.06.         | Ex 131/126                            | H: 5/1/3 K: 5/1/3 Sze: 5/1/3 Cs: 6/1/3 P: 6/1/3  | H: 2/5/1/3 K: 0/5/1/3 Sze: 0/5/1/3 Cs: 0/6/1/3 P: 2/6/1/3  |
| Börde         | Magdeburg Hbf        | 1977.09.25-től: Potsdam Hbf                                                               | Berlin-Lichtenberg 1977.05.23-tól 1978. 05. 23-ig: Berlin Ostbahnhof | 1976.11.29.         | Ex 141/146                            | H: 7/1/3 K: 6/1/3 Sze: 6/1/3 Cs: 6/1/3 P: 7/1/3  |                                                            |
| Rennsteig     | Meiningen            | Suhl - Erfurt - Halle                                                                     | Berlin-Lichtenberg                                                   | 1976.10.25.         | Ex 150/157                            | H: 7/1/5 K: 6/1/5 Sze: 6/1/5 Cs: 7/1/5: P: 7/1/5 | H: 1/7/1/5 K: 0/6/1/5 Sze: 0/6/1/5 Cs: 1/7/1/5: P: 0/7/1/5 |
| Elbflorenz    | Dresden Hbf          | Dresden-Neustadt                                                                          | Berlin Ostbahnhof 1977.05.23-tól: Berlin-Lichtenberg                 | 1976.11.08.         | Ex 170/177                            | H: 7/1/5 K: 6/1/5 Sze: 6/1/5 Cs: 6/1/5 P: 6/1/5  | H: 1/7/1/5 Ki: 1/6/1/5 Sze: 1/6/1/5 Cs: 1/6/1/5 P: 1/6/1/5 |
| Sachsenring   | Zwickau (Sachs) Hbf  | Karl-Marx-Stadt Hbf (Chemnitz) - Berlin-Schönefeld repülőtér a1984.06.03-tól: Leipzig Hbf | Berlin-Lichtenberg                                                   | 1976.11.22.         | Ex 172/175 1984.06.03-tól: Ex 160/167 | H: 6/1/3 K: 6/1/3 Sze: 6/1/3 Cs: 6/1/3 P: 6/1/3  | H: ?/6/1/3 K: 0/6/1/3 Sze: 0/6/1/3 Cs: ?/6/1/3 P: ?/6/1/3  |
| Fichtelberg   | Karl-Marx-Stadt Hbf  | 1989.05.29-ig: Dresden-Neustadt                                                           | Berlin                                                               | 1984.06.03.         | Ex 172/175                            | ismeretlen                                       |                                                            |
| Lipsia        | Berlin               |                                                                                           | Leipzig Hbf                                                          | 1979.05.27.         | Ex 161/166                            | ismeretlen                                       | legalább egy Bmhe                                          |
| Berlin-Expreß | Berlin               |                                                                                           | Dresden                                                              | 1985. 06.02.        | Ex 171/176                            | ismeretlen                                       |                                                            |
| Berliner Bär  | Berlin               |                                                                                           | Erfurt                                                               | 1986.06.01.         | Ex 151/156                            | ismeretlen                                       |                                                            |
| Thomaner      | Berlin               |                                                                                           | Leipzig                                                              | 1990.05.27.         | Ex 162/162                            | ismeretlen                                       |                                                            |

Az 1991. május 31-i állapot szerint

## Fordítás
- Ez a szócikk részben vagy egészben a Städteexpress című német Wikipédia-szócikk ezen változatának fordításán alapul.  Az eredeti cikk szerkesztőit annak laptörténete sorolja fel. Ez a jelzés csupán a megfogalmazás eredetét és a szerzői jogokat jelzi, nem szolgál a cikkben szereplő információk forrásmegjelöléseként.